# Celso Pereira de Almeida
Celso Pereira de Almeida OP (* 7. März 1928 in Santa Cruz do Rio Pardo; † 11. Mai 2014 in Goiânia) war ein brasilianischer Ordensgeistlicher und römisch-katholischer Bischof von Itumbiara.

## Leben
Celso Pereira de Almeida trat der Ordensgemeinschaft der Dominikaner bei und studierte von 1940 bis 1945 an der Hochschule seines Ordens Philosophie und Theologie. 1947 legte er die Profess ab. Von 1950 bis 1954 absolvierte er ein Theologiestudium in Rom und empfing am 4. August 1953 die Priesterweihe.
Papst Paul VI. ernannte ihn am 31. Januar 1972 zum Weihbischof in Porto Nacional und Titularbischof von Camplum. Der Erzbischof von Goiânia, Fernando Gomes dos Santos, spendete ihm am 22. April desselben Jahres die Bischofsweihe; Mitkonsekratoren waren Alain du Noday OP, Bischof von Porto Nacional, und Vicente Ângelo José Marchetti Zioni, Erzbischof von Botucatu.
Am 14. Januar 1975 wurde er zum Koadjutorbischof von Porto Nacional ernannt. Mit der Emeritierung Alain du Nodays OP am 5. Mai 1976 folgte er ihm als Bischof von Porto Nacional nach. Am 25. Januar 1995 wurde er zum Bischof von Itumbiara ernannt.
Am 6. Mai 1998 nahm Johannes Paul II. seinen vorzeitigen Rücktritt aus gesundheitlichen Gründen an.

## Wirken
Celso Pereira de Almeida war langjähriger Präsident der Landpastoral-Kommission (CPT) in der Region von Porto Nacional. Für sein Engagement wurde er sogar mit dem Tode bedroht und verteidigte die staatliche Agrarreform vor Gericht. Er war bekennender Gegner der brasilianischen Militärdiktatur.
2009 wurde er mit der Ehrenbürgerwürde von Goiânia ausgezeichnet.